# (6970) Saigusa
(6970) Saigusa (1992 AL1) – planetoida z pasa głównego asteroid okrążająca Słońce w ciągu 3,6 lat w średniej odległości 2,35 j.a. Odkryta 10 stycznia 1992 roku.